# Megbánás

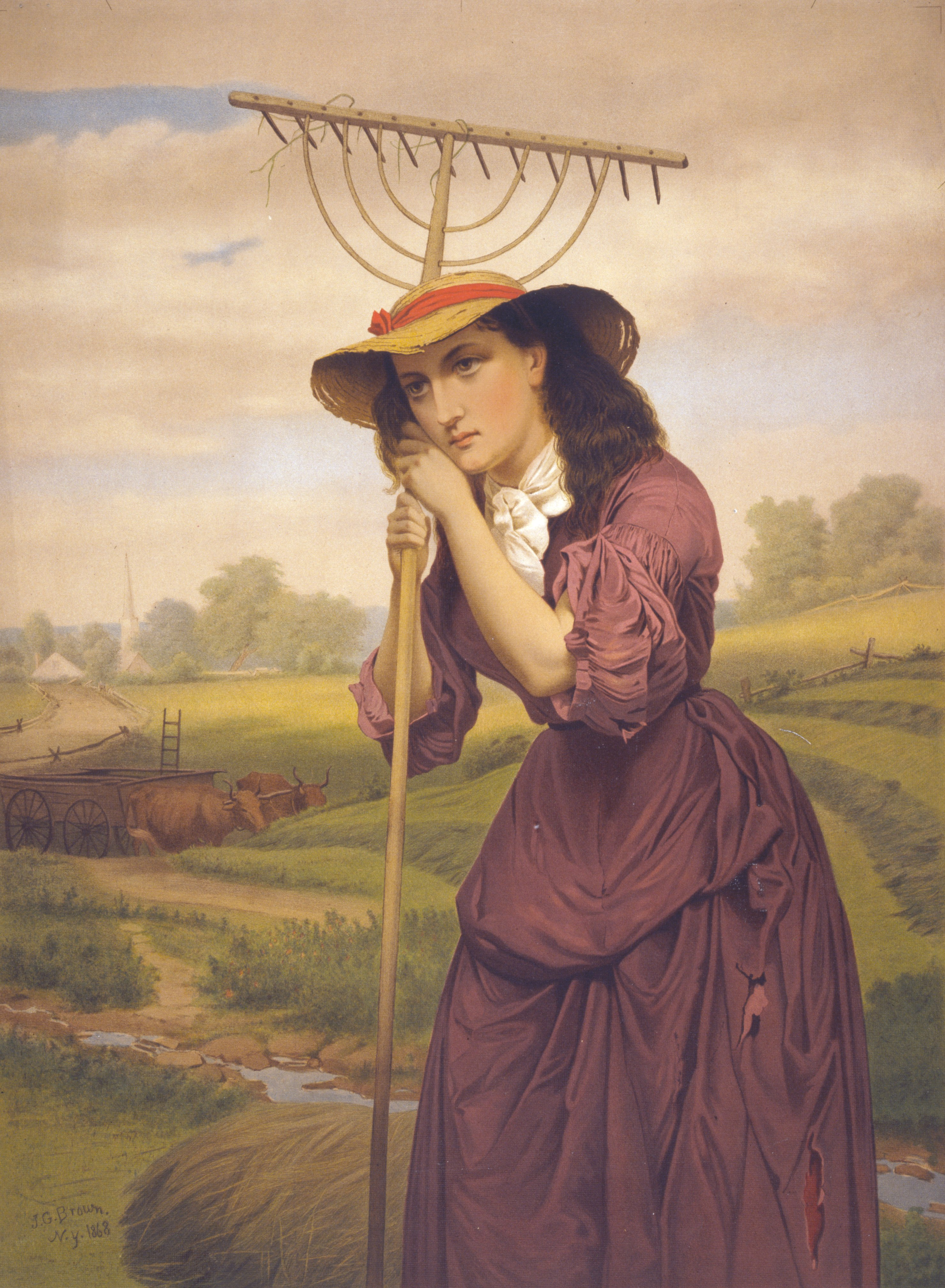
John Greenleaf Whittier kitalált hősnője, Maud Muller a távolba néz, és sajnálatát fejezi ki a tétlensége miatt, és arra gondol, hogy mi lehetett volna.

A megbánás egy negatív tudatos és érzelmi reakció az egyéni döntéshozatalból fakadóan, amely cselekvéshez vagy a tétlenséghez vezet.  A megbánás a megfigyelt lehetőséghez kapcsolódik.  Az erőssége a döntés után idővel változik a cselekvés és a tétlenség viszonyában, és az önkontroll is csak egy adott életkorra jellemző.  Úgy gondolják, hogy az önbántalmazás, amely sajnálatos módon létre jön, javító cselekedetet és további alkalmazkodást ösztönöz.  A nyugati társadalmakban a felnőttek leginkább az oktatásuk megválasztását bánják meg. [forrás?]

## Meghatározás
A pszichológusok az 1990-es évek végén határozták meg a fogalmát, mint egy "negatív érzelem, ami önfókuszált és ellentmondásos következtetésekre épül". Sajnálat jelenik meg, hogy a lehetőség fennállt, és az önhibáztatás egy központi elem a döntéshozatalban és a helyzetet javító intézkedések végső ösztönzésében. Egy másik meghatározás az "averzív érzelmi állapot, amelyet a választott és nem választott cselekedetek kimeneti értékei közötti eltérés okoz." 
A megbánás különbözik a csalódástól ; Mindkettő negatív érzelmi tapasztalatokkal jár a veszteség kimenetelével kapcsolatban, és mindkettőnek hasonló idegrendszeri együtthatása van.  Mindazonáltal különböznek az eredményre vonatkozó visszajelzések tekintetében, összehasonlítva a választott és a nem választott cselekvések eredményei közötti különbséget; Sajnálatos módon teljes visszajelzés érkezik, és a visszajelzések részben csalódást okoznak.  Az alany tekintetében is különböznek egymástól (önmagukat sajnálják a külső csalódással szemben).

## Más fajoknál
A Minnesota Egyetemen dolgozó idegtudósok által 2014-ben megjelent tanulmány azt sugallta, hogy a patkányok sajnálkoznak a cselekedeteik miatt. Ezt az érzést még soha nem találták meg más emlősöknél, az embereket kivéve.  A kutatók helyzeteket állítottak fel a megbánás előidézésére, és a patkányok maguk is sajnálkozták magatartásuk miatt, és az agyi aktivitás specifikus mintáit mutatták.

## Fordítás
- Ez a szócikk részben vagy egészben  a   Regret című angol Wikipédia-szócikk ezen változatának fordításán alapul.  Az eredeti cikk szerkesztőit annak laptörténete sorolja fel. Ez a jelzés csupán a megfogalmazás eredetét és a szerzői jogokat jelzi, nem szolgál a cikkben szereplő információk forrásmegjelöléseként.